# شانه‌موش فلاماریون
شانه‌موش فلاماریون (نام علمی: Ctenomys flamarioni) یا شانه‌موش خاکریز، نام یک گونه از سرده شانه‌موش است.